# Télescope de Liverpool
Pour les articles homonymes, voir Liverpool (homonymie).
Le télescope de  Liverpool (LT pour Liverpool Telescope) est un télescope robotique Ritchey-Chrétien d'une ouverture de deux mètres, situé au sein de l'Observatoire du Roque de los Muchachos sur l'île de La Palma (Canaries), et qui observe de manière autonome (sans intervention humaine). Cependant, les astronomes professionnels, les groupes scolaires et autres utilisateurs enregistrés soumettent, quand ils le souhaitent et à l'aide d'une interface graphique, des spécifications qui sont ensuite considérées par le système de contrôle robotique (RCS pour robotic control system). Chaque nuit, le RCS décide parmi ces demandes ce qu'il faut observer, en prenant en compte les événements transitoires notifiés ou aperçus, la visibilité de la cible et les conditions météorologiques.
Le télescope a eu sa première lumière en 2003 et est le fruit de l'idée originale et la propriété de l'université de Liverpool John-Moores.

## Description

Logo du télescope de Liverpool

Le RCS a une capacité de réponse rapide :  il peut interrompre automatiquement les observations régulières pour effectuer un déplacement (décalage) afin d'observer des événements de courte durée avec une priorité plus élevée, tels que les sursauts gamma.
Le LT est l'un des plus grands télescopes robotiques dans le monde. Il a été construit par une filiale créée par l'université de Liverpool John-Moores, qui est propriétaire et responsable. Il est exploité et maintenu par l'Astrophysics Research Institute, en partie financé par le Science and Technology Facilities Council du Royaume-Uni.
Avec les télescopes Faulkes nord et sud, il est disponible sur internet pour les écoliers du monde entier. L'inscription et la répartition du temps au LT sont organisées par le National Schools Observatory.
Le télescope de Liverpool est l'un des principaux acteurs du Heterogeneous Telescope Networks Consortium, une collaboration mondiale entre des groupes de recherche majeurs dans le domaine des télescopes robotiques, qui cherche une norme de communication entre les télescope distants, les utilisateurs de télescopes et d'autres ressources scientifiques.
Des plans pour une version améliorée, le Liverpool Telescope 2, sont en cours.